# Esslingen (Landschaftsschutzgebiet)
Esslingen ist ein Landschaftsschutzgebiet mit der Schutzgebietsnummer 1.16.082 im Landkreis Esslingen in Baden-Württemberg.  

## Lage und Beschreibung
Das Landschaftsschutzgebiet besteht aus sieben Teilflächen und liegt nördlich und östlich des bebauten Gebiets der Stadt. Das Schutzgebiet entstand durch Verordnung vom 16. Juli 1990. Es gehört zu den Naturräumen 106-Filder und 107 Schurwald und Welzheimer Wald innerhalb der naturräumlichen Haupteinheit 10-Schwäbisches Keuper-Lias-Land. 

## Schutzzweck
Wesentlicher Schutzzweck ist laut Schutzgebietsverordnung die Erhaltung der Vielfalt, Eigenart und Schönheit der noch unbebauten Flächen auf dem Gebiet der Stadt Esslingen, die insbesondere durch die Streuobstwiesen, durch die Weinberglandschaft, durch die Waldränder und sonstige schützenswerte Grünbestände geprägt sind. Diese Flächen bestimmen den landschaftlichen Charakter und sind als natürlicher Lebensraum für Pflanzen und Tiere besonders wertvoll. Weitere Schutzzwecke sind die Erhaltung von Erholungsraum für die Allgemeinheit und der Schutz vor weiteren Beeinträchtigungen durch Kleinbauten und Einfriedigungen.